# 941
Évszázadok: 9. század – 10. század – 11. század
Évtizedek: 890-es évek – 900-as évek – 910-es évek – 920-as évek – 930-as évek – 940-es évek – 950-es évek – 960-as évek – 970-es évek – 980-as évek – 990-es évek
Évek: 936 – 937 – 938 – 939 –  940 – 941 – 942 – 943 – 944 – 945 – 946

## Események
- A magyarok a Bizánci Birodalom ellen indítanak hadjáratot, de a sereg zömét az áradó Duna átkelés közben elsodorja.
- Igor kijevi fejedelem a besenyőkkel szövetkezve fosztogató portyára indul a Bizánci Birodalom ellen. A bizánci flotta az arabok elleni harcban van lekötve, így 15 kiszuperált hadihajót szerelnek fel, amelyek görögtűzzel a kijevi hajók nagy részét megsemmisítik. A partra jutott kijeviek és besenyők Kis-Ázsia partvidékét dúlják, eljutnak egészen Nikomédeiáig. A bizánci hadsereg közeledtére áthajóznak Trákiába, ahol a flotta meglepetésszerű támadással megsemmisíti egész hajórajukat.
- Szász Henrik összeesküvést sző bátyja, Ottó német király meggyilkolására, de lelepleződik és börtönbe zárják. Fogságából karácsonykor szabadul, miután bűnbánatot gyakorol.
- IV. Lajos nyugati frank király megpróbálja kiűzni a Reimset megszálló Ottó német királyt, de vereséget szenved és visszahúzódik Laonba, a egyetlen városba, amely az ő kezén maradt. Ottó nem akarja elűzni Lajost a trónjáról, csak elismerteti vele Lotaringia elvesztését, majd kivonulva azt javasolja, hogy egyezzen ki lázadó főuraival, az Ottó pártjára álló Nagy Hugóval és Vermandois-i Herberttel.
- Az észak-itáliai nemesség fellázad Hugó király ellen. Hugó kiegyezik a többségükkel, majd a legerősebb főúr, Berengár ivreai őrgróf ellen vonul, hogy elfogja és megvakítva alkalmatlanná tegye az uralkodásra. Berengárt időben figyelmeztetik és Ottó német királyhoz menekül.
- Fosztogató hadjárat közben meghal Olaf Guthfrithson, Northumbria viking királya. Utódja unokatestvére, Olaf Cuaran.

### Abbászida Kalifátus
- Badzskam "emírek emírjét" kurd rablók vadászat közben meggyilkolják. Pozíciójáért több hadúr is verseng és Bagdadot többször is elfoglalják, míg szeptemberben a korábbi kormányzó, Muhammad ibn Raik kerül ismét hatalomra.
- Meghal Abu al-Haszan al-Szamarrí, az utolsó síita imám, Muhammad al-Mahdí negyedik képviselője és megkezdődik a "nagy rejtőzés" korszaka, ami máig tart. A síiták szerint Mahdí az utolsó ítélet előtt tér majd vissza a világba.

## Születések
- Brian Boru, ír nagykirály
- Capet Hugó, francia király
- Lothár, nyugati frank király

## Halálozások
- április 21. – Badzskam, az Abbászida Kalifátus kormányzója
- Al-Kulajní, perzsa teológus
- Olaf Guthfrithson, viking király
- Rúdakí, perzsa költő

## Fordítás
- Ez a szócikk részben vagy egészben  a(z)   941 című angol Wikipédia-szócikk ezen változatának fordításán alapul.  Az eredeti cikk szerkesztőit annak laptörténete sorolja fel. Ez a jelzés csupán a megfogalmazás eredetét és a szerzői jogokat jelzi, nem szolgál a cikkben szereplő információk forrásmegjelöléseként.